# Ferdinand Leopold von Herberstein
Ferdinand Leopold von Herberstein (ur. 1695, zm. 1744) – austriacki dyplomata.
W latach 1734–1737 minister pełnomocny w Sztokholmie. Głównym jego zadaniem było zwalczanie francuskich wpływów w Szwecji, miał nie dopuścić by Francuzi przekonali Szwedów, by ci poparli kandydaturę Stanisława Leszczyńskiego. W 1744 roku Herberstein został ministrem gabinetu i kawalerem orderu Złotego Runa.
Od 1721 jego żoną była Maria Anna von Ulm. Miał z nią trzech synów:
- Anton Johann Nepomuk von Herberstein (1725–1774), biskup Triestu
- Karl Wenzel von Herberstein (1729–1798), poseł Kawalerów Maltańskich w Wiedniu, feldmarszałek.
- Ernest Johann Nepomuk von Herberstein (1731–1788), pierwszy biskup diecezji Linz